# Chintamani

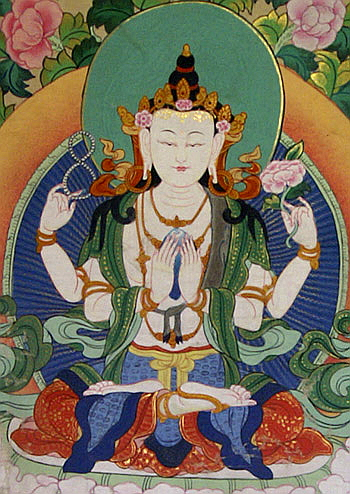
Avalokiteshvara Chenrezigthangka, una representación de Buda que porta la piedra Chintámani

En el marco de las tradiciones budista e hinduista, la joya chintámani es una piedra mítica con capacidad para conceder deseos a quien la porta.

## Etimología
- cintāmaṇi, en el sistema AITS (alfabeto internacional para la transliteración del sánscrito).
- चिन्तामणि, en escritura devanagari del sánscrito.
- Pronunciación: /chintámani/.[1]
- Etimología: ‘joya del pensamiento’ en idioma sánscrito (siendo chintá: ‘pensamiento’, y mani: ‘piedra preciosa’).[1]

## En el budismo
En el budismo, la piedra la lleva Avalokiteshvara, uno de los bodhisattvas o representaciones de Buda. También ha sido vista cargada en la espalda de Lung Ta, el caballo del viento.
La tradición budista sostiene que si se recita el Dharani de Chintamani, uno obtiene la sabiduría de Buda, alcanza la capacidad para comprender la verdad acerca de Buda, y convierte las aflicciones en bodhi (inteligencia).
Se dice que esta piedra permite ver la sagrada comitiva de Amithaba en el lecho de muerte.
Se dice que la chintāmani es una de las cuatro reliquias que estaban dentro de un cofre que cayó del cielo (muchas termas budistas cayeron del cielo en cajas) durante el reinado del rey Lha Thothori Nyantsen, de Tíbet.
El rey no comprendió el significado de estos objetos, aunque los guardó con reverencia. Varios años después, dos misteriosos extranjeros llegaron a la corte del rey y explicaron el significado de las cuatro reliquias, que incluían el recipiente de Buda (posiblemente un «recipiente cantante») y una piedra de toque (joya, cristal o gema) con el mantra om mani padme hum inscrito en ella.
Estos cuatro objetos fueron los que llevaron el dharma al Tíbet.

## En el hinduismo
En el hinduismo, está conectada con las divinidades Visnú y Ganesha.
El siguiente es un mantra llamado chintámani chakrá (círculo [protector] de la joya del pensar):
om varada padme hūm
om padma chintāmaņi jvala hūm

### En el krisnaísmo bengalí
En la religión krisnaísta de Bengala, Chintámani era una prostituta inventada por el poeta Lila Shuka (o Bilvá Mangala Tágore), quien decía que antes de convertirse en devoto había tenido una pecaminosa relación amorosa con ella, que terminó actuando como una chintámani (‘piedra de toque’, que convierte en oro todo lo que entra en contacto con ella) y fue uno de los gurús que le ayudó a desprenderse de sus deseos mundanos.

## En la cultura popular
Encontrar la piedra chintamani es uno de los objetivos principales en el videojuego Uncharted 2: El reino de los ladrones, lanzado para PlayStation 3 en el año 2009.